# Свидњица
Свидњица (пољ. Świdnica) град је у Пољској у Војводству доњошлеском. По подацима из 2012. године број становника у месту је био 59 737.

## Становништво
| 2012.  |
| ------ |
| 59.737 |

## Партнерски градови
- Казинцбарцика
- Лампертхајм
- Биберах ан дер Рису
- Полице на Метуји
- Tendring
- Švenčionys
- Ніжин
- Трутнов
- Либенау
- Ивано-Франкивск